# Boris Moltenis
Boris Sébastien Moltenis (ur. 8 maja 1999 w Belforcie) – francuski piłkarz o pochodzeniu z Martyniki, grający na pozycji obrońcy w klubie FC Sochaux-Montbéliard.

## Kariera klubowa

### FC Sochaux-Montbéliard II
Moltenis zadebiutował w rezerwach FC Sochaux-Montbéliard 4 czerwca 2016 w starciu z FC Saint-Louis Neuweg (przeg. 5:0). Łącznie dla rezerw tego klubu wystąpił w 16 meczach nie strzelając żadnego gola.

### FC Sochaux-Montbéliard
Moltenis zaliczył debiut w seniorskiej drużynie FC Sochaux-Montbéliard 19 października 2018 w wygranym 1:2 spotkaniu przeciwko Troyes AC. Pierwszego gola strzelił 17 listopada 2018 w meczu Pucharu Francji z FCSR Haguenau (wyg. 3:4). Ostatecznie w barwach tego zespołu Moltenis wystąpił 24 razy zdobywając jedną bramkę.

### US Boulogne
Moltenis przeniósł się do US Boulogne 23 lipca 2021. Zadebiutował dla nich 6 sierpnia 2021 w meczu z FC Chambly Oise (1:1). Pierwszą bramkę zdobył 20 sierpnia 2021 w zremisowanym 1:1 spotkaniu przeciwko US Orléans. Łącznie dla US Boulogne Moltenis rozegrał 27 meczów strzelając 2 gole.

### Wisła Kraków
Moltenis przeszedł do Wisły Kraków 31 sierpnia 2022. Debiut dla niej zaliczył 10 września 2022 w przegranym 2:1 meczu ze Stalą Rzeszów. Pierwszego gola strzelił 18 lutego 2022 w meczu z Arką Gdynia (wyg. 1:3), notując dublet. Ostatecznie w barwach Wisły Kraków Moltenis wystąpił 23 razy zdobywając 4 gole.

### Austria Lustenau
Moltenis trafił do Austrii Lustenau 16 sierpnia 2023. Zadebiutował dla niej 26 sierpnia 2023 w meczu z Rheindorf Altach (przeg. 0:3).

## Kariera reprezentacyjna
| Mecze i gole w reprezentacji | Mecze i gole w reprezentacji | Mecze i gole w reprezentacji | Mecze i gole w reprezentacji | Mecze i gole w reprezentacji | Mecze i gole w reprezentacji | Mecze i gole w reprezentacji | Mecze i gole w reprezentacji |
| Martynika                    | Martynika                    | Martynika                    | Martynika                    | Martynika                    | Martynika                    | Martynika                    | Martynika                    |
| Lp.                          | Data                         | Miejsce                      | Gospodarz                    | Gość                         | Wynik                        | Gol                          | Rozgrywki                    |
| ---------------------------- | ---------------------------- | ---------------------------- | ---------------------------- | ---------------------------- | ---------------------------- | ---------------------------- | ---------------------------- |
| 1.                           | 08.09.2023                   | Panama                       | Panama                       | Martynika                    | 3:0                          |                              | L. N. CONCACAF 2023/2024     |
| 2.                           | 11.09.2023                   | Fort-de-France               | Martynika                    | Curaçao                      | 1:0                          |                              | L. N. CONCACAF 2023/2024     |